# ريتشارد مينداني
ريتشارد مينداني (16 أغسطس 1967 - 20 مارس 2021) سياسي من بابوا غينيا الجديدة. كان عضوًا في البرلمان الوطني لبابوا غينيا الجديدة من عام 2012 حتى وفاته في عام 2021، ممثلاً لجمعية كيريما المفتوحة في مقاطعة الخليج.

## السيرة الشخصية
تلقى مينداني تعليمه في مدرسة كانابيا الابتدائية ومدرسة كيريما الثانوية ومدرسة سوجيري الثانوية الوطنية، وحصل لاحقًا على بكالوريوس في الاقتصاد من جامعة بابوا غينيا الجديدة في عام 1991 ودبلوم في السياسة الاقتصادية من المعهد القومي للبحوث في عام 1992. قبل دخول السياسة كان مينداني رجل أعمال وكان يدير شركته الاستشارية الخاصة.
تم انتخابه لعضوية البرلمان الوطني عن حزب بلد بابوا نيو غينيا في انتخابات عام 2012. غادر حزب الدولة في 2013 وانضم إلى حزب الموارد المتحدة. في عام 2015 انتقد تأثير الفساد في المقاطعة، مشيرًا إلى أن هناك انهيارًا في القدرات بسبب سوء استخدام الأموال لمصالح شخصية ترك الفقراء في حالة فقر، مع «مهابط الطائرات والمدارس والمراكز الصحية كلها... مغلق ومتهدم»، بينما «الناس وراء الكواليس» هم«يحجزون غرف الفنادق ويسافرون إلى الخارج ويعيشون في رفاهية». في مواجهة ما أسماه «انهيار نظام تقديم الخدمات الأساسية في منطقة الخليج»، وصف تجربته في محاولة تقديم الخدمات بأنها «مؤلمة وصعبة». في مايو 2016 عبر من الحكومة إلى المعارضة، تاركًا حزب الموارد المتحدة لحزب بابوا غينيا الجديدة، لكنه أعاد التنافس على مقعده في انتخابات 2017 لحزب التحالف الوطني.
توفي من جراء كوفيد 19 في 20 مارس 2021 عن عمر يناهز 53 عامًا في مستشفى باسيفيك الدولي، بورت مورسبي أثناء الجائحة في بابوا غينيا الجديدة.